# Баньи-ди-Лукка
Баньи-ди-Лукка (итал. Bagni di Lucca) — коммуна в Италии, располагается в регионе Тоскана, в провинции Лукка.
Население составляет 6541 человек (2008 г.), плотность населения составляет 40 чел./км². Занимает площадь 165 км². Почтовый индекс — 55022. Телефонный код — 0583.
Покровителем коммуны почитается апостол Пётр, празднование 29 июня.

## Администрация коммуны
- Официальный сайт: https://web.archive.org/web/20060824011749/http://www.comunebagnidilucca.it/